# Diidrosanguinarina
La diidrosanguinarina è un alcaloide diidrobenzofenantridinico. È presente nella pianta Corydalis adunca.